# Bumer
Bumer (russisk: Бумер) er en russisk spillefilm fra 2003 af Pjotr Buslov.

## Medvirkende
- Sergej Gorobtjenko som Petja
- Andrej Merzlikin som Dimon
- Vladimir Vdovitjenkov som Kostja
- Maksim Konovalov som Ljokha
- Jana Sjivkova som Katja